# Heiningen (Dolna Saksonia)
Heiningen − miejscowość i gmina w Niemczech, w kraju związkowym Dolna Saksonia, w powiecie Wolfenbüttel, wchodzi w skład gminy zbiorowej Oderwald.